# Alan Bibey
Alan Daniel Bibey  (24 de agosto de 1964) es un mandolinista, cantante y compositor estadounidense de música bluegrass.

## Biografía
Bibey se crio en Walnut Cove (Carolina del Norte). Su padre y los hermanos de su madre eran músicos de bluegrass. El interés de Bibey por el género bluegrass surgió cuando, a los cinco años, su padre lo llevó a ver a Bill Monroe en Walkertown.  Bibey aprendió a tocar la mandolina desde muy joven. Tocó en convenciones y concursos de violinistas y en dos bandas de bluegrass con su padre. Cuando tenía 12 años, grabó con su padre el álbum Southern Tradition. A los 14, se unió a la banda Interstate Exchange, que estaba formada por Barry Berrier (guitarra), Mitch Freeman (bajo) y Sammy Shelor (banjo). Bibey ganó el campeonato de mandolina en 1982 en la Exposición Mundial de Knoxville a la edad de 17 años. En 1983, tocó con Wes Golding & Sure-Fire. 
Bibey comenzó a tocar música a tiempo completo en 1985 en The New Quicksilver con Terry Baucom, Randy Graham y Jimmy Haley.  En 1990, fue miembro fundador de IIIrd Tyme Out, junto con Russell Moore (guitarra), Mike Hartgrove (violín), Ray Deaton (bajo) y Terry Baucom (banjo). Bibey dejó la formación en 1993, habiendo grabado con la banda tres álbumes. Fue reemplazado por Lou Reid y luego por Wayne Benson.  Bibey tocó durante un tiempo con Lou Reid y participó en la grabación de su álbum Carolina en 1996.
A principios de la década de 1990, Bibey se estableció en Myrtle Beach  y formó parte del elenco original del programa de variedades de música country "Southern Country Nights". 
En 1996, participó en el prouecto Young Mando Monsters con Ronnie McCoury, Adam Steffey, Radim Zenkl, Emory Lester, Wayne Benson, Dan Tyminski y Ray Legere.  En 1997, New Quicksilver se reformó como Baucom, Bibey y BlueRidge. Grabaron el álbum Come Along With Me con Ed Biggerstaff (bajo), Dewey Brown (violín) y Junior Sisk (voz, guitarra). 
En 2002, lanzó el álbum en solitario In the Blue Room con Terry Baucom, Jerry Douglas, Tony Rice, Kenny Smith, Sammy Shelor y Del McCoury . 
En 2006, Bibey dejó BlueRidge para formar Grasstowne con Steve Gulley y Phil Leadbetter .  La formación actual incluye a Bibey, Gena Britt (banjo), Tony Watt (guitarra), Zak McLamb (bajo) y Laura Orshaw (violín).  
En 2013, Bibey y Wayne Benson publicaron Mandolin Chronicles, un álbum de duetos de mandolina. Entre los invitados se encontraban intérpretes como Wyatt Rice, Barry Bales, Ron Stewart, Russell Moore y Ronnie Bowman .  

## Premios
En 2001, Bibey ganó los premios a la mejor grabación Instrumental del año y al mejor evento grabado del año de la Asociación Internacional de Música Bluegrass (IBMA). 
Bibey fue nominado en 2003 al Premio Grammy al mejor álbum de bluegrass por el álbum Side By Side de su banda BlueRidge. 
En 2007, 2009, 2010 y 2018, fue elegido Intérprete de Mandolina del Año por la organización Sociedad para la Preservación de la Música Bluegrass en Estados Unidos en Nashville (Tennessee). 

## Discografía

### Álbumes en solitario
- 2000: In the Blue Room (Sugar Hill)[17]

### Alan Bibey y Wayne Benson
- 2013: The Mandolin Chronicles (Pinecastle)[18]

### Con The New Quicksilver
- 1986: Ready For The Times (Cross Current) reeditado como Baucom, Bibey, Graham y Haley

### Con Illrd Tyme Out
- 1991: IIIer Tyme Out (Rebel)
- 1992: Puttin' New Roots Down (Rebel)

### Con Lou Reid y Carolina
- 1996: Lou Reid & Carolina (Rebel)

### Con Baucom, Bibey, Graham y Haley
- 1998: Baucom, Bibey, Graham y Haley (Rebel)

### Con BlueRidge
- 1999: Common Ground (Sugar Hill)
- 2002: Come Along with Me (Sugar Hill) as Baucom, Bibey & BlueRidge[19]
- 2004: Side by Side (Sugar Hill)
- 2006: Gettin' Ready (Pinecastle)

### Con Grasstowne
- 2007: The Road Headin' Home (Thirty Tigers)
- 2009: The Other Side of Towne (Pinecastle)[20]
- 2011: Kickin' Up Dust (Rural Rhythm)
- 2015: Alan Bibey & Grasstowne 4 (Mountain Fever)
- 2019: Gonna Rise & Shine (Morning Glory)
- 2021: Hitchhiking to California (Billy Blue)

### Instrucción musical
- 1998: AcuTab Transcriptions, Vol. 1 (Acutab) ISBN 978-0786636020
- 2000: Mel Bay Presents 2000 Mandolin: Featuring Solos by the World's Finest Mandolinists book (Mel Bay) ISBN 978-0786652921 contributor
- 2004: Alan Bibey - Master Mandolinist DVD (Acutab)
- 2016: Master Anthology of Mandolin Solos, Volume 1 book, online video (Mel Bay) ISBN 978-0786693733 contributor